# Luc Appermont
Luc Jozef Amelie Appermont (Bilzen, 4 oktober 1949) is een Vlaamse televisiepresentator die vooral bekend werd door de vele shows die hij presenteerde op de toenmalige BRT en later op VTM.

## Levensloop
Luc Appermont ging als student in 1969 aan de slag bij radiozender Omroep Antwerpen. Daarna volgden in 1970 Omroep Limburg, Omroep West-Vlaanderen en Omroep Oost-Vlaanderen, andere regionale zenders van Radio2. In 1972 studeerde hij af aan de kleinkunstafdeling van de Studio Herman Teirlinck. Gedurende 33 jaar was hij een van de vaste stemmen bij Radio 2 waar hij het populaire programma De zoete inval presenteerde.
Bij de openbare omroep BRT presenteerde hij in de jaren 70 het zondag-namiddagprogramma Binnen en buiten. Daarna presenteerde hij verschillende programma's in samenwerking met de Nationale Loterij van België: onder meer Het staat in de sterren geschreven, de Pak de poen show en Baraka. Hij presenteerde ook meermaals Eurosong, de Vlaamse voorrondes voor het Eurovisiesongfestival.
In 1989 was hij de gastheer in de talentenjacht Sterrenwacht, met de juryleden Louis De Lentdecker, Niki Bovendaerde en Marcel Vanthilt en met Jan Decorte als te interviewen gast. Donaat Deriemaeker won deze wedstrijd.
In september 1990 verliet hij de openbare omroep en ging hij naar de commerciële omroep VTM. Hij begon er met de dagelijkse quiz Waagstuk. Nadien kwamen nog de talkshow Luc, U beslist en Het mooiste moment.
Buiten het presentatiewerk zet Appermont zich ook in voor liefdadigheid. Hij is de ambassadeur van Cunina, een organisatie die over heel de wereld kinderen uit sloppenwijken helpt.
Appermont deed in 2006 mee aan Dancing on Ice. Door deze show kreeg hij de bijnaam 'Lucky Luc' omdat hij twee keer werd gered door het publiek, nadat hij van alle deelnemers de slechtste noteringen kreeg van de jury. In de derde show viel hij met zijn schaatspartner Ellen Mareels af, nadat hij uitdrukkelijk had gevraagd om niet meer op hem te stemmen.
In februari 2007 werd het contract tussen VTM en Luc Appermont niet meer verlengd. Nochtans werd Luc eerst getipt als presentator van Sterren op de Dansvloer, maar werd dan toch vervangen door Jacques Vermeire.
In 2012 was Appermont te zien op Eén in de BV-quiz Vroeger of later?, dat in 2013 een vervolg kreeg.
In februari 2013 speelde hij een gastrol in Tegen de Sterren op en begon hij opnieuw met het Radio 2-programma De zoete inval, tien jaar na de laatste aflevering. In 2020 werd het programma tijdelijk stopgezet wegens de coronapandemie aangezien het voor live-publiek werd opgenomen.
In 2022 ontving Luc de oorkonde voor ereburger van de stad Bilzen tijdens het televisieprogramma James de musical, in een aflevering over zijn eigen leven.

### Privé
Luc Appermont en zanger Bart Kaëll zijn sinds 25 oktober 2015 met elkaar gehuwd. Het koppel vierde in 2018 hun 40 jaar samen met een zaalshow, Bart & Luc intiem. Verder was het koppel ook te zien in het VTM-programma Luc & Bart - Een paar apart, waarin ze o.a. te zien zijn op huwelijksreis.
Huidig (anno 2022):
Luc Appermont · Cara Cobbaert · Anja Daems · Sandra Deakin · Karolien Debecker · Kim Debrie · Peter De Groot · Lars De Groote · Guy De Pré · Chris Dusauchoit · Dirk Ghijs · Peter Hermans · Wouter Landuyt · Filip Ledaine · Daan Masset · Caren Meynen · Sven Pichal · Marc Pinte · Harald Scheerlinck · Siska Schoeters · Benjamien Schollaert · Showbizz Bart · Sharon Slegers · Jo Van Damme · Niels Vandeloo · Sonny Vanderheyden · Cathérine Vandoorne · Christel Van Dyck · Ruben Van Gucht · Iris Van Hoof · Vanessa Vanhove · Britt Van Marsenille · David Van Ooteghem · Peter Verhulst · Dirk Vlaeyen · Pascal Vranckx · Albrecht Wauters
Voormalig:
Luk Alloo · Johan Anthierens · Nand Baert · Erik Baeyens · Wim Bary · Jos Baudewijn · Flor Berckenbosch · Marcel Beerten · Wilfried Bertels · Marc Brillouet · Els Broeckmans · Fred Brouwers · Edwin Brys · Ro Burms · Walter Capiau · Annemie Coppieters · Harry Creemers · Karel Daerden · Christoff · Conny De Boos · Hein Decaluwé · Jessie De Caluwe · Jo met de Banjo · Gust De Coster · Martin De Jonghe · Paula De Meulder · Els De Vuyst · Frank Dingenen · Michel Follet · Jacky Geerts · Jos Ghysen · Margriet Hermans · Irene Houben · Michel Ilsen · Rita Jaenen · Chris Jonckers · Tante Kaat · Luk de Laat · Jo Leemans · Leki · Kathy Lindekens · Kris Luyten · Micha Marah · Betty Mellaerts · Kaat Mendonck · Freek Neirynck · Line Ooms · Sven Ornelis · Katrien Palmers · Gerard Pollet · Julien Put · Hugo Raspoet · Niko Reynaert · Luk Saffloer · Karel Segers · Lennart Segers · Lutgart Simoens · Rudi Sinia · Dirk Somers · Dré Steemans · Jan Theys · Gene Thomas · Wiet Van Broeckhoven · Marc Van den Hoof · Dieter Vandepitte · Karin Van den Berghe · Thomas Van der Spiegel · Kurt Van Eeghem · Wim Van Gansbeke · Els Van Herzeele · Ilse Van Hoecke · Bert Van Molle · Jan Van Rompaey · Paula Van Wilder · Louis Verbeeck · Karel Vereertbruggen · Herwig Verhovert · Luc Verschueren · Johan Verstreken · Tom Vossen · Eddy Wally · Niels William · Edwin Ysebaert · Zaki